# 266-os busz (Budapest)
A budapesti 266-os jelzésű autóbusz a Pestszentimre vasútállomás (Vasút utca) és Ganztelep, Mednyánszky utca között közlekedik. A vonalat a Budapesti Közlekedési Zrt. üzemelteti. A járműveket a Dél-pesti autóbuszgarázs állítja ki.

## Története
A 2007-es paraméterkönyv bevezetése előtt 193-as jelzéssel, 2008-tól pedig 35-ös jelzéssel közlekedett a 135-ös busszal felváltva. 2008. augusztus 21-én jelzése 266-os lett, mivel a 35-ös jelzést az 59-es busz kapta meg.
A járaton 2012. január 30-án bevezették az első ajtós felszállási rendet.
2013. november 4-én új autóbuszjárat indult 236-os és 236A jelzéssel, ezért a 166-os buszcsalád is átszerveződött: a 166-os busz nem tér be egyik irányban sem a Mednyánszky utcához, viszont megáll Ferihegy vasútállomás felé a Templom utca 6. megállóhelyen (966-os megállóhelye), a 166A busz beleolvadt a 266-os buszba, így teljes üzemidőben 266-os jelzéssel közlekedik és végállomását Ganztelep, Mednyánszky utcához helyezik át.

## Útvonala
| Ganztelep, Mednyánszky utca felé |
| Pestszentimre vasútállomás (Vasút utca) vá. – Vasút utca – Törvény utca – Ady Endre utca – Nemes utca – Királyhágó út – Nagybánya utca – Nap utca – Bakonybánk utca – Szinyei Merse utca – Nagybánya utca – Béke tér – Üllői út – Mednyánszky utca – Ganztelep, Mednyánszky utca vá.   |
| Pestszentimre vasútállomás (Vasút utca) felé |
| Ganztelep, Mednyánszky utca vá. – Mednyánszky utca – Bartók Béla utca – Benczúr utca – Üllői út – Béke tér – Nagybánya utca – Nap utca – Bakonybánk utca – Szinyei Merse utca – Nagybánya utca – Királyhágó út – Nemes utca – Vasút utca – Pestszentimre vasútállomás (Vasút utca) vá. |

## Megállóhelyei
| 0  | Pestszentimre vasútállomás (Vasút utca) végállomás | 18 | 54, 55, 84E, 89E, 94E, 166, 254E, 255E, 294E S21                                               |
| 1  | Törvény utca                                       | ∫  |                                                                                                |
| 2  | Vásáros tér                                        | ∫  |                                                                                                |
| 3  | Ady Endre utca                                     | 16 | 84E, 166, 254E, 255E                                                                           |
| 4  | Kisfaludy utca                                     | 15 | 84E, 166, 184, 254E, 255E, 284E                                                                |
| 5  | Damjanich utca                                     | 14 | 166, 254E, 255E                                                                                |
| 6  | Alacskai úti lakótelep                             | 13 | 166, 182, 254E, 255E, 282E                                                                     |
| 7  | Alacskai út (↓) Tölgy utca (↑)                     | 13 | 166, 182, 254E, 255E, 282E                                                                     |
| 8  | Kétújfalu utca                                     | 12 | 166, 182, 282E                                                                                 |
| 9  | Halomi út                                          | 11 | 166, 182, 282E                                                                                 |
| 10 | Beszterce utca                                     | 10 | 166                                                                                            |
| 12 | Pestszentlőrinc, Béke tér                          | 9  | 166, 193E, 236, 236A 50 577                                                                    |
| 13 | Duna utca                                          | 8  | 166, 236, 236A                                                                                 |
| 15 | Ferihegy vasútállomás                              | 7  | 166, 200E, 236, 236A 575, 576, 578, 580, 581 S50 Z50 IC, sebesvonat, gyorsvonat, expresszvonat |
| 16 | Duna utca                                          | 5  | 166, 236, 236A                                                                                 |
| 17 | Pestszentlőrinc, Béke tér                          | ∫  | 166, 193E, 236, 236A 50 577                                                                    |
| 18 | Pestszentlőrinc, Béke tér                          | 4  | 166, 193E, 236, 236A 50 577                                                                    |
| 19 | Rába utca                                          | 3  | 193E, 236, 236A                                                                                |
| 20 | Gyergyó utca                                       | 2  | 193E, 236, 236A                                                                                |
| 21 | Kupeczky János utca                                | 1  | 193E, 236, 236A                                                                                |
| 22 | Ganztelep, Mednyánszky utca végállomás             | 0  | 193E, 236, 236A                                                                                |